# Garcorops madagascar
Garcorops madagascar är en spindelart som beskrevs av José Antonio Corronca 2003. Garcorops madagascar ingår i släktet Garcorops och familjen Selenopidae.
Artens utbredningsområde är Madagaskar. Inga underarter finns listade i Catalogue of Life.